# Le Défi (film, 1970)
Pour les articles homonymes, voir Le Défi et The Game.
Pour plus de détails, voir Fiche technique et Distribution.
Le Défi (The Games) est un film britannique réalisé par Michael Winner et sorti en 1970. C'est l'adaptation du roman homonyme de l'écrivain australien Hugh Atkinson (en) paru en 1968.

## Synopsis
À Rome en 1960, l'Anglais Harry Hayes, le Tchécoslovaque Pavel Vendek, l'Américain Scott Reynolds et l'aborigène australien Sunny Pintubi s'entraînent pour concourir au marathon des Jeux olympiques d'été de 1960.

## Fiche technique
Sauf indication contraire, les informations mentionnées dans cette section peuvent être confirmées par la base de données cinématographiques IMDb,  présente dans la section « Liens externes ».
- Titre français : Le Défi ou Les Jeux[2]
- Titre original : The Games
- Réalisation : Michael Winner
- Scénario : Erich Segal d'après le roman The Games de Hugh Atkinson (en)
- Photographie : Robert Paynter
- Montage : Bernard Gribble (en)
- Musique : Francis Lai
- Production : Lester Linsk
- Société de production : 20th Century Fox
- Pays de production :  Royaume-Uni
- Langue originale : anglais britannique
- Format : Couleur - 2,35:1 - Son mono - 35 mm
- Durée : 97 minutes
- Genre : Drame sportif
- Dates de sortie :
  - Royaume-Uni : 9 juillet 1970 (Londres)
  - France : 26 janvier 1972

## Distribution
- Michael Crawford : Harry Hayes
- Ryan O'Neal : Scott Reynolds
- Charles Aznavour : Pavel Vendek
- Jeremy Kemp : Jim Harcourt
- Elaine Taylor : Christine
- Stanley Baker : Bill Oliver
- Athol Compton (en) : Sunny Pintubi
- Rafer Johnson, Ron Pickering (en) et Adrian Metcalfe : Les commentateurs
- Kent Smith : Kaverley
- Sam Elliott : Richie Robinson
- Mona Washbourne : Mme Hayes
- Reg Lye (en) : Gilmour
- June Jago (en) : Mae Harcourt
- Don Newsome : Cal Wood
- Hugh McDermott

## Autour de film
Athol Compton (en) est un facteur aborigène australien qui n'avait jamais fait de cinéma avant d'être engagé sur ce film.
Pour simuler une foule dans le stade ils ont été placés des centaines des marionnettes dans les tribune de Stade Olympique de Rome.